# Fillér
Filler – drobna moneta węgierska, 1/100 kolejno: korony (od 1892), pengő (od 1926) i forinta (od 1946); wskutek utraty siły nabywczej obecnie nieemitowana, wycofano ją z obiegu w 1999.
Emitowano następujące monety.
System związany z koroną austro-węgierską, potem z koroną węgierską:
- 1 filler (brąz, 1892–1914),
- 2 filler (czern, 1892–1915; żelazo, 1916–1918),
- 10 filler (nikiel, 1892–1914; stop miedzi, niklu i cynku, 1914–1916, żelazo 1915–1920),
- 20 filler  (nikiel, 1892–1914; żelazo, 1914–1922).

System pengő:
- 1 filler (brąz, 1926–1939),
- 2 filler (brąz, 1926–1940); stal, 1940–1942; cynk, 1943–1944),
- 10 filler (miedzionikiel, 1926–1940; stal, 1940–1942),
- 20 filler (miedzionikiel, 1926–1940; stal, 1941–1944 - monety dziurkowane),
- 50 filler (miedzionikiel, 1926–1940).

System forint, Republika:
- 2 filler (brąz, 1946–1947),
- 5 filler (aluminium, 1948–1951),
- 10 filler (aluminium-brąz, 1946–1950),
- 20 filler (aluminium-brąz, 1946–1950),
- 50 filler (aluminium, 1948).

System forint, Republika Ludowa:
- 2 filler (aluminium, 1950–1989 - monety dziurkowane, od 1974 niskie nieobiegowe nakłady),
- 5 filler (aluminium, 1953–1989, od 1971 niskie nieobiegowe nakłady),
- 10 filler (aluminium, 1950–1989),
- 20 filler (aluminium, 1953–1989),
- 50 filler (aluminium, 1953–1989).

W 1967 zmniejszono nieco wielkość monet 10 i 20 filler oraz zmieniono wzór monet 50 filler.
System forint, po 1989:
- emitowano aluminiowe 2, 5, 10, 20 i 50 filler (pierwszy rocznik - 1990), o poprzednim wzorze, jednak zmienionej legendzie.